# Rhynchostomataceae
Rhynchostomataceae är en familj av svampar som beskrevs av Katarina Winka och Ove Erik Eriksson. Rhynchostomataceae ingår i klassen Eurotiomycetes, divisionen sporsäcksvampar och riket svampar.
Familjen innehåller bara släktet Rhynchostoma.